# Одзе-Нума
Одзе-Нума (яп. 尾瀬沼 одзэ-нума) — пресноводное субальпийское озеро в центральной части японского острова Хонсю, на границе префектур Фукусима и Гумма. Входит в национальный парк Одзе (выделен в 2007 году из национального парка Никко). Признано рамсарским угодьем в 2005 году. Площадь озера составляет 1,6-1,84
 км².
Озеро расположено на востоке горного плато, лежащего между пиками Сибуцу и Хиутигатаке; водно-болотные угодья включают в себя также болото Одзегахара, лежащее западнее в той же впадине. Озеро и болото связывают туристические тропы, а на восточном берегу озера есть центр для посетителей. Одзе-Нума лежит на высоте 1660-1665 м над уровнем моря. В озеро впадает множество горных ручьёв. Одзе-Нума относится к бассейну реки Тадами (приток Агано), из озера вытекает один из его истоков — ручей Нумадзири. Тем не менее, большая часть вытекающей воды отводится к ГЭС.
Уровень Одзе-Нума колеблется на 3 м из-за работы ГЭС, куда отводится вода из него.
Максимальный объём воды составляет 10,75 млн м³. Площадь водосборного бассейна — 13,1 км². Максимальная глубина равна 9,5 м, средняя — 5,8 метра. При падении уровня воды максимальная глубина не превышает 8 м.
Время гидравлического удерживания — 0,55 года, гидравлическая нагрузка- 10,7 м/год.
Одзе-Нума находится в зоне типичного горного климата. В районе озера выпадает 4 м снега, оно покрыто льдом с декабря по апрель. Среднегодовая норма осадков — 1673 мм. Согласно измерениям метеостанции Хиноэмата, в регионе среднегодовая норма осадков составляет 1560 мм, средняя январская температура — (−3,8)°C, средняя температура августа — 20,3 °C. Озеро пополняется дождевой водой в сезон дождей и талыми водами весной.
Одзе — подпрудное озеро, образовалось в результате извержения вулкана Хиутигатаке.
Несколько миллионов лет назад на месте озера лежало горное плато, сформированное осадочными породами юрского периода или палеозоя (формация Хиноэмата) и гранитом. На западной оконечности плато началось образование серпентинитовой горы Сибуцу. В плиоцене началась вулканическая активность. Сперва начала извергаться гора Кейдзуру; в плейстоцене за этим последовал ряд извержений вулканов Сусугамине, Сарабусе и других, что привело к формированию щитового вулкана. На месте нынешнего болота Одзегахара реки размывали вулканическую породу, образовав неглубокую впадину, по ней текла река Нусири, приток Тадами. В плейстоцене (около 16 тыс. лет назад) извержение вулкана Хиутигатаке перекрыло Нусири и образовало подпрудное озеро Одзе-Нума. Постепенно вокруг озера тоже образовались болота, но не верховые, как в Одзегахара, а низовые.
Озеро имеет небольшую глубину и короткое время удержания воды. По насыщенности питательными веществами озеро находится между олиготрофными и мезотрофными водоёмами.
Согласно измерениям 1991 года, ХПК достигает 1,47 мг/л; средняя кислотность воды составляет 6,7; средняя концентрация азота составляет 0,17 мг/л, а в низовьях — 10,6—24,3 мг/л; концентрация фосфата составила 0,005 мг Р/л. Согласно исследованию 2019 года, ХПК достигает 3,7 мг/л; средняя кислотность воды составляет 7,1; средняя концентрация взвешенных частиц — 1 мг/л.